# Operation Deliberate Force
Operation Deliberate Force var en bombningskampanj utförd av Nato i september 1995 mot serbiskt kontrollerad del av Bosnien och Hercegovina. Målet med operationen var att tvinga bosnienserberna till att återvända till förhandlingarna om en fred i Bosnien.
Operationen var ett direkt svar på Srebrenicamassakern och andra Markalemassakern. Samtliga Nato-länder uttryckte sitt stöd för operationen. De flesta Nato-planen lyfte från Italien, från amerikanska hangarfartyg eller från Natos allierade Kroatien. Nato siktade in sig främst på att slå ut den bosnienserbiska arméns krigskapacitet och att slå ut infrastrukturen i berört område - vägar och broar i berört område blev de vanligaste målen för Natobomberna men också elstationer, matförråd och vattentorn.
Omkring 500 stridsflygplan från 15 olika länder deltog i operationen. Uppemot 3 400 bombuppdrag utfördes. Deliberate Force tillsammans med den kroatiska Operation Storm ses ofta som de två främsta faktorerna som fick serberna att skriva under Daytonavtalet.
Insatsen blev anmäld till internationella brottmålsdomstolen av den amerikanske kontroversielle försvarsadvokaten Ramsey Clark.